# Александрія-Недзяловська
Александрія-Недзяловська (пол. Aleksandria Niedziałowska) — село в Польщі, у гміні Рейовець Холмського повіту Люблінського воєводства.
Населення — 82 особи (2011).
У 1975-1998 роках село належало до Холмського воєводства.

## Демографія
Демографічна структура станом на 31 березня 2011 року:
|          | Загалом | Допрацездатний вік | Працездатний вік | Постпрацездатний вік |
| -------- | ------- | ------------------ | ---------------- | -------------------- |
| Чоловіки | 36      | 6                  | 24               | 6                    |
| Жінки    | 46      | 7                  | 23               | 16                   |
| Разом    | 82      | 13                 | 47               | 22                   |